# Kamienica przy Rynku 15 w Tarnowskich Górach
Kamienica przy Rynku 15 w Tarnowskich Górach – wpisana do rejestru zabytków nieruchomych województwa śląskiego   kamienica wybudowana w XVI wieku, kilkukrotnie przebudowywana, znajdująca się pod numerem 15 przy Rynku w Tarnowskich Górach.

## Historia

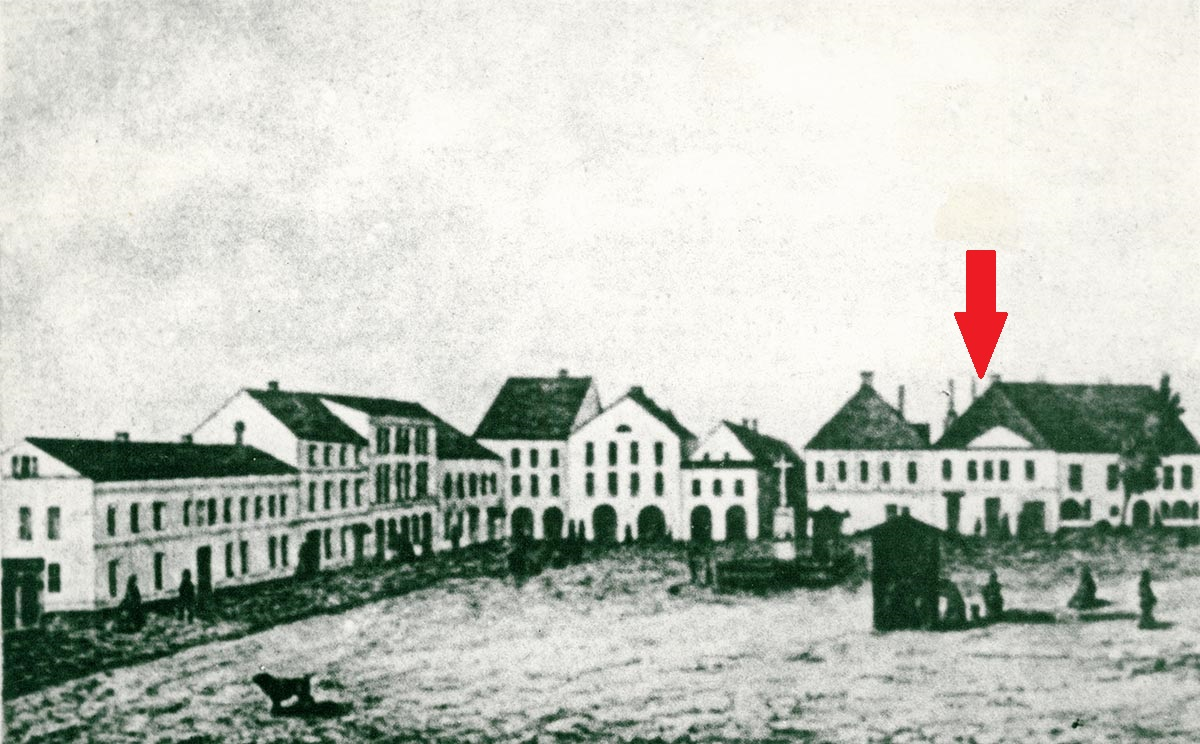
Południowa i zachodnia pierzeja tarnogórskiego rynku ok. 1860–1870. Dom pod numerem 15 oznaczony czerwoną strzałką

Dom wybudowany został w II połowie XVI wieku (wymieniane są daty 1550–1582 oraz 1550–1562) i pierwotnie był jednopiętrowy, pięcioosiowy z niewielkim szczytem nad trzema środkowymi osiami, pokryty wielospadowym dachem, podobny do kamienic, które powstawały w tym okresie przy zachodniej pierzei rynku nowo założonego miasta . Budynek miał również arkady, spod których możliwe było wyjście przed tzw. Dom Szymkowica (w którym w latach 1608–1908 mieścił się ratusz). Podcienia zamurowane zostały w XVIII wieku (prawdopodobnie po wielkim pożarze miasta, który miał miejsce w 1701 roku), a w ich miejscu założono sklepy .
Wartość katastralna budynku w okresie 1746–1840 wynosiła 560–570 talarów, co wskazuje, że nie ulegał on wówczas istotnym przekształceniom.
W 1874 roku do budynku od strony podwórza dobudowana została niewielka parterowa pralnia z drzwiami i dwoma okienkami, kryta dwuspadowym dachem . W 1887 roku kamienica została przebudowana według projektu Karla Stefke. Nadbudowane zostało wówczas drugie piętro oraz mansardowe poddasze ze stromym dachem, w którego obu bokach ulokowano po jednym oknie z tympanonami , fasada ozdobiona zaś została historyzującymi detalami. W 1908 roku na zlecenie nowego właściciela budynku, kupca Fedora Schweigera, poddasze przebudowano na mieszkania, a do mansardowego dachu dodano jeszcze dwa okna z trójkątnymi frontonami .

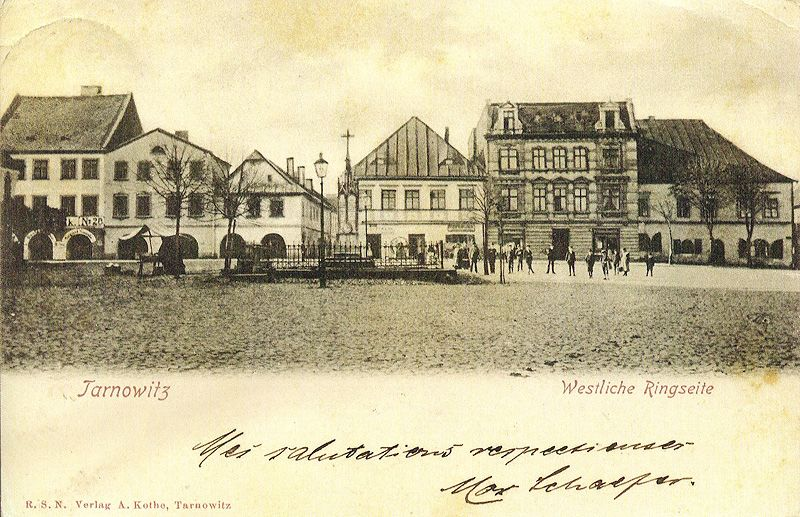
Zachodnia pierzeja tarnogórskiego rynku w 1902 roku. Budynek pod numerem 15 drugi z prawej

W 1912 roku na parterze kamienicy funkcjonował bar piwny Brunona Tomalli oraz sklep z wyrobami szewskimi prowadzony przez Schweigera . W 1913 roku przekształcono sień, a prawdopodobnie w 1914 roku okna na pierwszym piętrze uległy poszerzeniu.
Od 1922 roku kamienica była własnością Franciszka Pietruchy z Kluczborka. Na jego zlecenie w 1925 roku Aleksander Kroll wykonał powiększenie okien wystawowych na parterze, w lokalu po piwiarni, gdzie urządzono sklep monopolowy, sam właściciel budynku prowadził natomiast skład skór i obuwia . W 1927 roku budynek stał się siedzibą założonego z inicjatywy Pawła Kempki polskiego banku ludowego. W 1937 roku w wyniku wymiany pojedynczych okien na podwójne ponownej modyfikacji uległ wygląd elewacji kamienicy .
W czasach Polski Ludowej kamienica nadal była własnością Pietruchy, ale lokale handlowe zostały wynajęte przez spółdzielnię spożywców. W 1953 roku Narodowy Bank Polski mieszczący się w sąsiedniej kamienicy pod numerem 14 podjął próbę poszerzenia banku kosztem znajdującego się na parterze kamienicy pod numerem 15 sklepu; chciano wybić drzwi i okna łączące obie kamienice w celu przekształcenia pomieszczeń sklepu na mieszkanie dla bankowego portiera. Plany te nie zostały jednak zrealizowane .
Współcześnie tylko jedno ze znajdujących się w kamienicy mieszkań jest zamieszkałe przez jednego ze spadkobierców Pietruchy. Na parterze nadal funkcjonują sklepy (biuro podróży i sklep z klockami), ale zaniedbywany budynek powoli popada w ruinę .

## Architektura
Kamienica jest dwupiętrowa, z wysokim mansardowym dachem, wybudowana na planie prostokąta, z przelotową sienią pośrodku. Na lewo od niej na parterze w trakcie środkowym zachowało się sklepienie krzyżowo-kolebkowe, a w pomieszczeniach po jej bokach – arkady dawnego podcienia. W elewacji zachowane maszkarony w zwornikach okien zewnętrznych oraz XIX-wieczna stolarka okienna.